# Grubb’s Tramway (Mowbray)
| Tysons Sägemühle (1858) von Fred Strange (1807–1874) |  |                          |                          |
| Plan mit dem rot markierten vorgeschlagenen Streckenverlauf, erstellt am 16. August 1855 von James Scott, Launceston |  |                          |                          |
| |  |                          |                          |
| \| \| \| Saw Mill at Pipers River \| \| \| \| Barbers Bottom \| \| \| \| Sehr steinige Hügel \| \| \| \| Nass und sumpfig \| \| \| \| Sehr steinig \| \| \| \| Boucher’s Creek \| \| \| \| Barnard’s Creek \| \| \| \| Straße am Tamar River \| |  |                          |                          |
| Kopfbahnhof Streckenanfang (Strecke außer Betrieb) |  | Saw Mill at Pipers River | Saw Mill at Pipers River |
| Strecke (außer Betrieb) |  | Barbers Bottom           | Barbers Bottom           |
| Strecke (außer Betrieb) |  | Sehr steinige Hügel      | Sehr steinige Hügel      |
| Strecke (außer Betrieb) |  | Nass und sumpfig         | Nass und sumpfig         |
| Strecke (außer Betrieb) |  | Sehr steinig             | Sehr steinig             |
| Brücke über Wasserlauf (Strecke außer Betrieb) |  | Boucher’s Creek          | Boucher’s Creek          |
| Brücke über Wasserlauf (Strecke außer Betrieb) |  | Barnard’s Creek          | Barnard’s Creek          |
| Kopfbahnhof Streckenende (Strecke außer Betrieb) |  | Straße am Tamar River    | Straße am Tamar River    |

Grubb’s Tramway war eine nur teilweise fertiggestellte, schmalspurige, private Waldbahn auf der australischen Insel Tasmanien, die von der Straße Launceston–George Town am Tamar River bei Mowbray zu einer Sägemühle am Pipers River führte.

## Geschichte

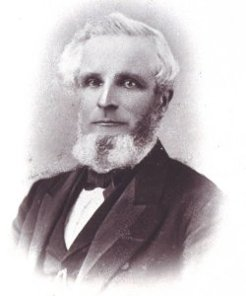
William Dawson Grubb (1817–1879)

Die Waldeisenbahn wurde von William Dawson Grubb (1817–1879) gebaut. Er stammte ursprünglich aus London und arbeitete als Rechtsanwalt, Politiker und Unternehmer. Im März 1832 wanderte er ins Van Diemen’s Land (heute Tasmanien) aus, wo er zusammen mit William Tyson am Pipers River eine Sägemühle baute.
Im August 1855 vermaß James Scott die Trasse für die Errichtung der Waldbahn. Ein Erlass von 1855 erlaubte den Bau der Waldbahn, aber bevor die Strecke fertiggestellt war, sank der Holzpreis so drastisch, dass das Projekt nicht erfolgreich abgeschlossen hätte werden können. Ähnliche Investitionen Grubbs waren ebenso erfolglos, und es wurde ihm nachgesagt, er habe vergeblich über 50.000 £ in die Holzgewinnung, Goldsuche, den Kohlebergbau und die Eisenbahn investiert. Allerdings waren seine Goldminen New Native Youth und Tasmania profitabel und scheinen die Verluste in anderen Bereichen weitgehend ausgeglichen zu haben. Die Goldmine Tasmania zahlte bis 1900 Dividenden von über 700.000 £.